# 1895年
1895年（1895 ねん）は、西暦（グレゴリオ暦）による、火曜日から始まる平年。明治28年。

## 他の紀年法
- 干支：乙未
- 日本（月日は一致）
  - 明治28年
  - 皇紀2555年
- 清：光緒20年12月6日 - 光緒21年11月16日
- 朝鮮
  - 開国503年12月6日 - 開国504年11月16日　
  - 檀紀4228年
- 阮朝（ベトナム）：成泰6年12月6日 - 成泰7年11月16日
- 仏滅紀元：2437年 - 2438年
- イスラム暦：1312年7月4日 - 1313年7月14日
- ユダヤ暦：5655年4月5日 - 5656年4月14日
- 修正ユリウス日(MJD)：13194 - 13558
- リリウス日(LD)：114035 - 114399

※檀紀は、大韓民国で1948年に法的根拠を与えられたが、1962年からは公式な場では使用されていない。

## カレンダー
| 1月 |    |    |    |    |    |    |
| 日  | 月 | 火 | 水 | 木 | 金 | 土 |
|     |    | 1  | 2  | 3  | 4  | 5  |
| 6   | 7  | 8  | 9  | 10 | 11 | 12 |
| 13  | 14 | 15 | 16 | 17 | 18 | 19 |
| 20  | 21 | 22 | 23 | 24 | 25 | 26 |
| 27  | 28 | 29 | 30 | 31 |    |    |
|     |    |    |    |    |    |    |

| 2月 |    |    |    |    |    |    |
| 日  | 月 | 火 | 水 | 木 | 金 | 土 |
|     |    |    |    |    | 1  | 2  |
| 3   | 4  | 5  | 6  | 7  | 8  | 9  |
| 10  | 11 | 12 | 13 | 14 | 15 | 16 |
| 17  | 18 | 19 | 20 | 21 | 22 | 23 |
| 24  | 25 | 26 | 27 | 28 |    |    |
|     |    |    |    |    |    |    |

| 3月 |    |    |    |    |    |    |
| 日  | 月 | 火 | 水 | 木 | 金 | 土 |
|     |    |    |    |    | 1  | 2  |
| 3   | 4  | 5  | 6  | 7  | 8  | 9  |
| 10  | 11 | 12 | 13 | 14 | 15 | 16 |
| 17  | 18 | 19 | 20 | 21 | 22 | 23 |
| 24  | 25 | 26 | 27 | 28 | 29 | 30 |
| 31  |    |    |    |    |    |    |
|     |    |    |    |    |    |    |

| 4月 |    |    |    |    |    |    |
| 日  | 月 | 火 | 水 | 木 | 金 | 土 |
|     | 1  | 2  | 3  | 4  | 5  | 6  |
| 7   | 8  | 9  | 10 | 11 | 12 | 13 |
| 14  | 15 | 16 | 17 | 18 | 19 | 20 |
| 21  | 22 | 23 | 24 | 25 | 26 | 27 |
| 28  | 29 | 30 |    |    |    |    |
|     |    |    |    |    |    |    |

| 5月 |    |    |    |    |    |    |
| 日  | 月 | 火 | 水 | 木 | 金 | 土 |
|     |    |    | 1  | 2  | 3  | 4  |
| 5   | 6  | 7  | 8  | 9  | 10 | 11 |
| 12  | 13 | 14 | 15 | 16 | 17 | 18 |
| 19  | 20 | 21 | 22 | 23 | 24 | 25 |
| 26  | 27 | 28 | 29 | 30 | 31 |    |
|     |    |    |    |    |    |    |

| 6月 |    |    |    |    |    |    |
| 日  | 月 | 火 | 水 | 木 | 金 | 土 |
|     |    |    |    |    |    | 1  |
| 2   | 3  | 4  | 5  | 6  | 7  | 8  |
| 9   | 10 | 11 | 12 | 13 | 14 | 15 |
| 16  | 17 | 18 | 19 | 20 | 21 | 22 |
| 23  | 24 | 25 | 26 | 27 | 28 | 29 |
| 30  |    |    |    |    |    |    |
|     |    |    |    |    |    |    |

| 7月 |    |    |    |    |    |    |
| 日  | 月 | 火 | 水 | 木 | 金 | 土 |
|     | 1  | 2  | 3  | 4  | 5  | 6  |
| 7   | 8  | 9  | 10 | 11 | 12 | 13 |
| 14  | 15 | 16 | 17 | 18 | 19 | 20 |
| 21  | 22 | 23 | 24 | 25 | 26 | 27 |
| 28  | 29 | 30 | 31 |    |    |    |
|     |    |    |    |    |    |    |

| 8月 |    |    |    |    |    |    |
| 日  | 月 | 火 | 水 | 木 | 金 | 土 |
|     |    |    |    | 1  | 2  | 3  |
| 4   | 5  | 6  | 7  | 8  | 9  | 10 |
| 11  | 12 | 13 | 14 | 15 | 16 | 17 |
| 18  | 19 | 20 | 21 | 22 | 23 | 24 |
| 25  | 26 | 27 | 28 | 29 | 30 | 31 |
|     |    |    |    |    |    |    |

| 9月 |    |    |    |    |    |    |
| 日  | 月 | 火 | 水 | 木 | 金 | 土 |
| 1   | 2  | 3  | 4  | 5  | 6  | 7  |
| 8   | 9  | 10 | 11 | 12 | 13 | 14 |
| 15  | 16 | 17 | 18 | 19 | 20 | 21 |
| 22  | 23 | 24 | 25 | 26 | 27 | 28 |
| 29  | 30 |    |    |    |    |    |
|     |    |    |    |    |    |    |

| 10月 |    |    |    |    |    |    |
| 日   | 月 | 火 | 水 | 木 | 金 | 土 |
|      |    | 1  | 2  | 3  | 4  | 5  |
| 6    | 7  | 8  | 9  | 10 | 11 | 12 |
| 13   | 14 | 15 | 16 | 17 | 18 | 19 |
| 20   | 21 | 22 | 23 | 24 | 25 | 26 |
| 27   | 28 | 29 | 30 | 31 |    |    |
|      |    |    |    |    |    |    |

| 11月 |    |    |    |    |    |    |
| 日   | 月 | 火 | 水 | 木 | 金 | 土 |
|      |    |    |    |    | 1  | 2  |
| 3    | 4  | 5  | 6  | 7  | 8  | 9  |
| 10   | 11 | 12 | 13 | 14 | 15 | 16 |
| 17   | 18 | 19 | 20 | 21 | 22 | 23 |
| 24   | 25 | 26 | 27 | 28 | 29 | 30 |
|      |    |    |    |    |    |    |

| 12月 |    |    |    |    |    |    |
| 日   | 月 | 火 | 水 | 木 | 金 | 土 |
| 1    | 2  | 3  | 4  | 5  | 6  | 7  |
| 8    | 9  | 10 | 11 | 12 | 13 | 14 |
| 15   | 16 | 17 | 18 | 19 | 20 | 21 |
| 22   | 23 | 24 | 25 | 26 | 27 | 28 |
| 29   | 30 | 31 |    |    |    |    |
|      |    |    |    |    |    |    |

## できごと

### 1月
- 1月 - 樋口一葉が文芸雑誌『文学界』に小説「たけくらべ」の連載を開始。
- 総合雑誌『太陽』創刊。

### 2月
- 2月1日 - 京都電気鉄道開業。
- 2月17日 - 日清戦争: 威海衛の北洋艦隊降伏。

### 3月
- 3月4日 - 日清戦争: 牛荘作戦。
- 3月7日 - 日清戦争: 日本軍、営口を占領。
- 3月15日 - 平安神宮創建。
- イタリアによるエチオピア侵入始まる

### 4月
- 4月1日 - 第四回内国勧業博覧会（7月31日まで）。
- 4月17日 - 日清講和条約（下関条約）調印。

### 5月
- 5月4日 - 露独仏の三国干渉により遼東半島を清国に返還。
- 5月26日 - ウィリアム・ラムゼー卿がヘリウムの単離に成功。

### 6月
- 6月1日 - 似島検疫所開所。
- 6月17日 - 台湾総督府開庁、この日を台湾始政記念日とする。

### 9月
- 9月4日 - 救世軍のエドワード・ライト大佐以下14名が来日（同月22日に東京基督青年会館で宣戦式を行う）。

### 10月
- 10月6日 - 博報堂創業。
- 10月8日 - 乙未事変。
- 10月22日 - パリ・モンパルナス駅で列車がブレーキ故障のため減速しないまま駅に進入し、車止めを乗り越えて駅舎を突き破る。
- 李氏朝鮮の行政区画の改編、道、県、都護府を廃止して観察府と郡にする

### 11月
- 11月8日 - ドイツの物理学者レントゲンがX線を発見。
- 11月12日 - 日本聖公会宣教師ハンナ・リデル、グレース・ノットが、熊本市にハンセン病患者療養施設「回春病院」を開設する。
- 11月15日 - 『東洋経済新報』創刊。
- 11月27日 - アルフレッド・ノーベルがノーベル賞設立のもととなる遺言状に署名。

### 12月
- 12月25日 - 第9議会召集。
- 12月28日
  - 「標準時ニ関スル件」が公布され、中央標準時（東経135度）と西部標準時（東経120度）が定められる（翌年1月1日施行）。
  - パリのホテル・スクリーブ・パリにおいて、リュミエール兄弟がシネマトグラフを用いた有料の映画上映を行う。映画興行の始まり。

## 誕生

### 1月
- 1月1日 - ジョン・エドガー・フーヴァー、米連邦捜査局長官（+ 1972年）
- 1月2日 - フォルケ・ベルナドッテ、スウェーデンの外交官（+ 1948年）
- 1月6日 - 堀口捨己、建築家（+ 1984年）
- 1月6日 - 下田喜久三、農学博士 (+ 1970年)
- 1月7日 - クララ・ハスキル、ピアニスト（+ 1960年）
- 1月8日 - 北村寿夫、脚本家・児童文学作家（+ 1982年）
- 1月9日 - 増本量、金属物理学者（+ 1987年）
- 1月11日 - きだみのる、小説家（+ 1975年）
- 1月11日 - 加藤厚太郎、実業家（+ 1959年）
- 1月15日 - 重政庸徳、政治家（+ 1977年）
- 1月19日 - 長勇、陸軍軍人 (+ 1945年)
- 1月21日 - 伊藤野枝、婦人解放運動家・アナキスト（+ 1923年）
- 1月21日 - クリストバル・バレンシアガ、ファッションデザイナー（+ 1972年）
- 1月24日 - オイゲン・ロート、詩人（+ 1976年）
- 1月27日 - ヨーゼフ・ローゼンシュトック、指揮者（+ 1985年）
- 1月30日 - ヴィルヘルム・グストロフ、スイス・ナチスの指導者（+ 1936年）

### 2月
- 2月2日 - ジョージ・ハラス、シカゴ・ベアーズ創設者（+ 1983年）
- 2月6日 - ベーブ・ルース、プロ野球選手（+ 1948年）
- 2月14日 - マックス・ホルクハイマー、哲学者・社会学者（+ 1973年）
- 2月15日 - アール・トムソン、陸上競技選手（+ 1971年）
- 2月21日 - カール・ピーター・ヘンリク・ダム、生化学者・生理学者（+ 1976年）
- 2月25日 - バート・ベル、アメリカンフットボールコーチ（+ 1959年）
- 2月27日 - 宮城山福松、大相撲第29代横綱（+ 1943年）
- 2月28日 - ギオマール・ノヴァエス、ピアニスト（+ 1979年）
- 2月28日 - マルセル・パニョル、小説家・劇作家・映画監督（+ 1974年）

### 3月
- 3月1日 - 小倉遊亀、日本画家（+ 2000年）
- 3月3日 - ラグナル・フリッシュ、経済学者（+ 1973年）
- 3月3日 - マシュー・リッジウェイ、アメリカ陸軍の大将（+ 1993年）
- 3月10日 - 山本懸蔵、労働運動家・戦前期の日本共産党党員（+ 1939年）
- 3月20日 - チャールズ・ワグナー、電気工学研究者（+ 1970年）
- 3月26日 - 素木しづ、小説家（+ 1918年）
- 3月29日 - エルンスト・ユンガー、小説家、思想家　（+ 1998年）
- 3月30日 - ヨーゼフ・ビュルケル、ナチ党ヴェストマルク大管区指導者　（+ 1944年）

### 4月
- 4月3日 - マリオ・カステルヌオーヴォ＝テデスコ、作曲家（+ 1968年）
- 4月10日 - 川上澄生、版画家（+ 1972年）
- 4月14日 - 相良守峯、ドイツ文学者（+ 1989年）
- 4月15日 -  広瀬謙三、プロ野球公式記録員（+ 1970年）
- 4月17日 - 西光万吉、社会運動家（＋1970年）
- 4月18日 - 大木惇夫、詩人（+ 1977年）
- 4月23日 - ジョン・エインズワース＝デービス、陸上競技選手（+ 1976年）
- 4月23日 - ナイオ・マーシュ、推理作家（+ 1982年）
- 4月24日 - 船田中、内務官僚・政治家・第51・56代衆議院議長（+ 1979年）
- 4月29日 - マルコム・サージェント、指揮者（+ 1967年）

### 5月
- 5月1日 - ニコライ・エジョフ、ソビエト連邦の秘密警察指導者（+ 1940年）
- 5月2日 - ヴィルム・ホーゼンフェルト、ドイツ陸軍の大尉（+ 1952年）
- 5月3日 - 辻本史邑、書家（+ 1957年）
- 5月3日 - 多忠亮、ヴァイオリニスト・作曲家（+ 1929年）
- 5月6日 - ルドルフ・ヴァレンティノ、俳優（+ 1926年）
- 5月8日 - エドマンド・ウィルソン、作家・文芸評論家（+ 1972年）
- 5月10日 - 知念カマ、元世界最高齢者、1895年生まれの最後の生き残り（+ 2010年）
- 5月12日 - ジッドゥ・クリシュナムルティ、近代インドの宗教的哲人、教育者（+ 1986年）
- 5月13日 - 芹沢銈介、染色工芸家（+ 1984年）
- 5月13日 - ハインリヒ45世・ロイス・ツー・シュライツ、ロイス家家長（+ 1945年?）
- 5月13日 - 戸上信文、経営者、戸上電機製作所創業者、日本タングステン創業者（+ 1967年）
- 5月16日 - 林家彦六、落語家（+ 1982年）
- 5月18日 - アウグスト・セサル・サンディーノ、ニカラグアの革命家（+ 1934年）
- 5月26日 - ドロシア・ラング、写真家（+ 1965年）
- 5月26日 - 谷川徹三、哲学者・法政大学総長(+ 1989年)
- 5月28日 - ルドルフ・ミンコフスキー、天文学者（+ 1976年）
- 5月30日 - 深沢豊太郎、政治家（+ 1944年）

### 6月
- 6月1日 - 佐藤賢了、日本陸軍の軍人（+ 1975年）
- 6月3日 - 鈴木信太郎、フランス文学者（+ 1970年）
- 6月11日 - ニコライ・ブルガーニン、ソビエト連邦首相（+ 1975年）
- 6月12日 - 原乙未生、日本陸軍の軍人（+ 1990年）
- 6月14日 - クリフ・エドワーズ、歌手・声優(+ 1971年）
- 6月18日 - 古賀春江、洋画家（+ 1933年）
- 6月24日 - ジャック・デンプシー、プロボクサー（+ 1983年）
- 6月28日 - シシリー・メアリー・バーカー、挿絵画家・児童文学作家（+ 1973年）

### 7月
- 7月5日 - 小田富弥、日本画家（+ 1990年）
- 7月5日 - ゴードン・ジェイコブ、作曲家（+ 1984年）
- 7月7日 - 南条徳男、弁護士・政治家（+ 1974年）
- 7月8日 - イゴール・タム、物理学者（+ 1971年）
- 7月10日 - カール・オルフ、作曲家（+ 1982年）
- 7月12日 - オスカー・ハマースタイン2世、ミュージカルの脚本家・作詞家（+ 1960年）
- 7月12日 - キルステン・フラグスタート、ソプラノ歌手（+ 1962年）
- 7月12日 - バックミンスター・フラー、建築家（+ 1983年）
- 7月22日 - ハンス・ロスバウト、指揮者（+ 1962年）
- 7月24日 - ロバート・グレーヴス、詩人・小説家（+ 1985年）
- 7月30日 - 中河幹子、歌人・国文学者（+ 1980年）

### 8月
- 8月9日 - レオニード・マシーン、バレエダンサー（+ 1979年）
- 8月16日 - 鈴木信太郎、洋画家（+ 1989年）
- 8月26日 - 斎藤三郎、野球史と石川啄木の研究者（+ 1960年）

### 9月
- 9月10日 - ジョージ・ケリー、メジャーリーガー（+ 1984年）
- 9月15日 - ヴァルター・シュピース、画家（+ 1942年）
- 9月18日 - 田鍋友時、元男性世界最高齢者（+ 2009年）
- 9月21日 - フアン・デ・ラ・シエルバ、航空エンジニア（+ 1936年）
- 9月22日 - ポール・ムニ、俳優（+ 1967年）
- 9月24日 - アンドレ・フレデリック・クルナン、医学者・生理学者（+ 1988年）
- 9月29日 - J・B・ライン、心理学者（+ 1980年）
- 9月30日 - 高田雅夫、舞踏家（+ 1929年）
- 9月30日 - ルイス・マイルストン、映画監督（+ 1980年）

### 10月
- 10月3日 - セルゲイ・エセーニン、詩人（+ 1925年）
- 10月4日 - バスター・キートン、俳優・映画監督（+ 1966年）
- 10月5日 - スベア・ノーレン、フィギュアスケート選手（+ 1985年）
- 10月8日 - ゾグー1世、アルバニア王（+ 1961年）
- 10月8日 - フアン・ペロン、アルゼンチン大統領（+ 1974年）
- 10月10日 - ヴォルフラム・フォン・リヒトホーフェン、ドイツ空軍の元帥（+ 1945年）
- 10月10日 - 林語堂、文学者・言語学者・評論家（+ 1976年）
- 10月13日 - クルト・シューマッハー、ドイツ社会民主党の指導者（+ 1952年）
- 10月14日 - サイラス・シモンズ、ニグロリーグの野球選手（+ 2006年）
- 10月17日 - 川田芳子、女優（+ 1970年）
- 10月21日 - エドナ・パーヴァイアンス、女優（+ 1958年）
- 10月21日 - 箕作秋吉、作曲家・化学者（+ 1971年）
- 10月22日 - ロルフ・ネヴァンリンナ、数学者（+ 1980年）
- 10月24日 - 奥むめお、婦人運動家・政治家(+ 1997年)
- 10月25日 - レヴィ・エシュコル、イスラエル首相（+ 1969年）
- 10月30日 - ゲルハルト・ドーマク、生化学者（+ 1964年）
- 10月30日 - ディキソン・W・リチャーズ、医学者・生理学者（+ 1973年）
- 10月31日 - ベイジル・リデル＝ハート、軍事史家・戦略思想家（+ 1970年）

### 11月
- 11月1日 - 池田遙邨、画家（+ 1988年）
- 11月4日 - ベン・シャープスティーン、映画監督（+ 1980年）
- 11月5日 - ヴァルター・ギーゼキング、ピアニスト（+ 1956年）
- 11月10日 - ジャック・ノースロップ、ノースロップ創業者（+ 1981年）
- 11月14日 - 杉本勝次、政治家（+ 1987年）
- 11月15日 - オリガ・ニコラエヴナ、ニコライ2世の第一皇女、新致命者（+ 1918年）
- 11月16日 - パウル・ヒンデミット、作曲家（+ 1963年）
- 11月16日 - 中西悟堂、野鳥研究家・歌人・詩人(+ 1984年)
- 11月17日 - ミハイル・バフチン、哲学者・文芸評論家（+ 1975年）
- 11月24日 - ルドヴィーク・スヴォボダ、チェコスロバキア大統領（+ 1979年）
- 11月25日 - ヴィルヘルム・ケンプ、ピアニスト（+ 1991年）
- 11月25日 - アナスタス・ミコヤン、ソビエト連邦首相（+ 1978年）

### 12月
- 12月1日 - 山田恵諦、天台宗の僧侶、第253世天台座主（+ 1994年）
- 12月2日 - ハリエット・コーエン、ピアニスト（+ 1967年）
- 12月3日 - アンナ・フロイト、精神分析学者（+ 1982年）
- 12月9日 - ランスロット・ホグベン、動物学者・遺伝学者（+ 1975年）
- 12月14日 - ジョージ6世、イギリス王（+ 1952年）
- 12月14日 - ポール・エリュアール、詩人（+ 1952年）
- 12月25日 - 金子光晴、詩人（+ 1975年）

## 死去
- 1月24日 - ランドルフ・チャーチル卿、大蔵大臣（* 1849年）
- 3月1日 - ポーリン・マスターズ、世界一身長の低い成人女性（* 1876年）
- 3月2日 - ベルト・モリゾ、画家（* 1841年）
- 3月17日 - 井上毅、政治家（* 1844年）
- 4月14日 - ジェームズ・デーナ、地質学者・鉱物学者（* 1813年）
- 5月21日 - フランツ・フォン・スッペ、作曲家（* 1819年）
- 6月29日 - トマス・ヘンリー・ハクスリー、生物学者（* 1825年）
- 7月29日 - ジョゼフ・ドランブール、言語学者（* 1811年）
- 9月14日 - チャールズ・バレンタイン・ライリー、昆虫学者（* 1843年）
- 10月3日 - ハリー・ライト、元メジャーリーガー（* 1835年）
- 10月25日 - チャールズ・ハレ、ピアニスト・指揮者（* 1819年）
- 11月2日 - ジョルジュ・ダンテス、元老院議員（* 1812年）
- 11月27日 - アレクサンドル・デュマ・フィス、作家（* 1824年）
- 11月30日 - 酒井忠績、江戸幕府最後の大老、男爵（* 1827年）